# Rollgliss

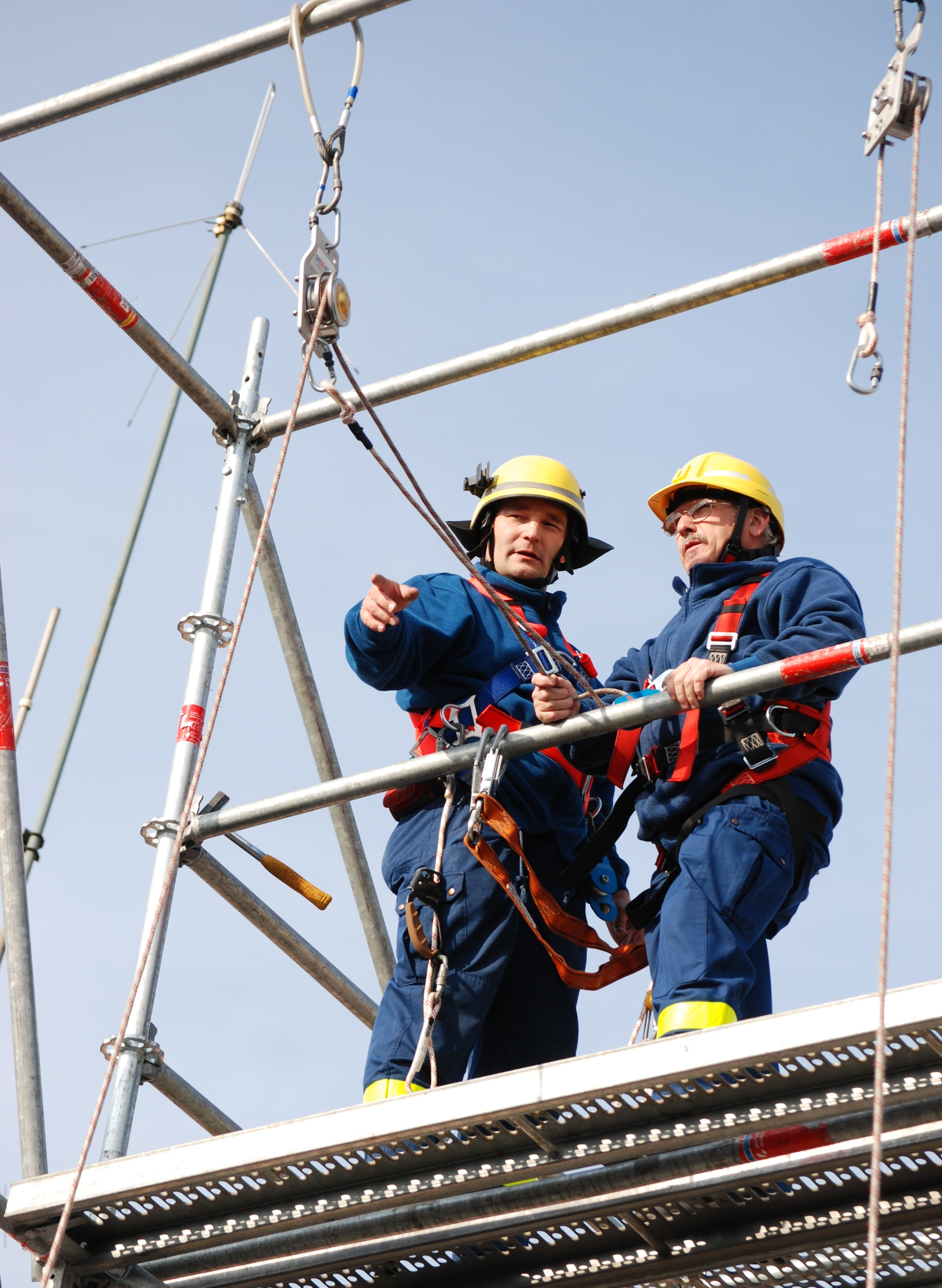
Zwei Rollgliss
(links mit Umlenkrolle)

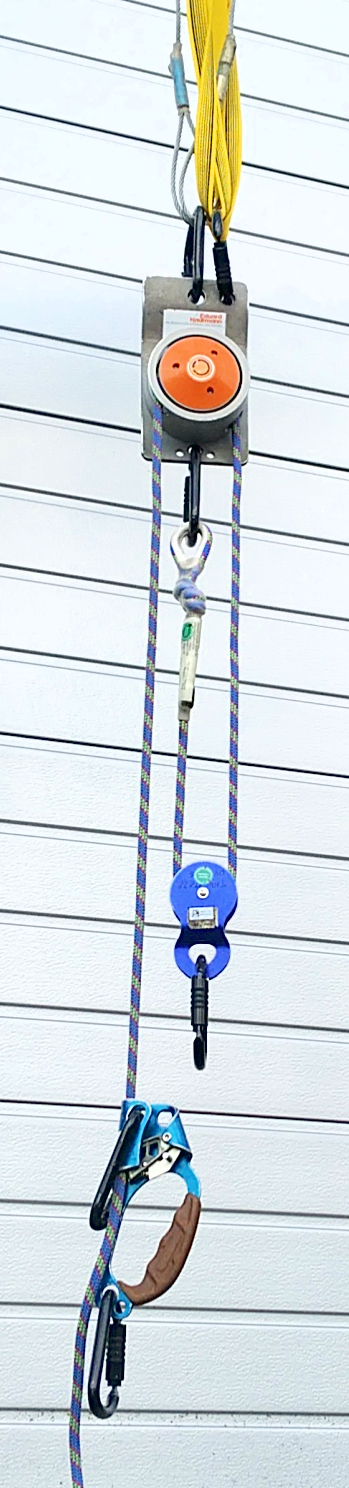
Rettungs- und Abseil-vorrichtung

Rollgliss ist im allgemeinen Sprachgebrauch ein Rettungs- und Abseilgerät für Personen, das zur Höhenrettung und zur Arbeitsplatzpositionierung verwendet wird. Genau genommen heißen nur Geräte der Capital Safety Group (3M) „Rollgliss“, da diese den Begriff als eingetragene Marke geschützt hat. Der Ursprungshersteller war die Firma Rettungsgeräte BRDA in Bad Kohlgrub, die später als Rollgliss GmbH in Murnau weitergeführt und von der Capital Safety Group, die ab 2014 von der 3M weltweit übernommen wurde. Das Rollgliss R300-Gerät der Firma war das erste Abseil- und Rettungsgerät mit dem Prinzip der einerseits blockierenden bzw. frei drehenden Rolle. Es wurde von Otto Brda (†), Betriebsleiter der Hörnlebahn in Bad Kohlgrub, erfunden. Da der Patentschutz ausgelaufen ist, gibt es inzwischen weitere Rettungs- und Abseilgeräte, die mit diesem oder einem ähnlichen Prinzip arbeiten. Das Nachfolgemodell des Originalherstellers (heute 3M) ist das Modell R350, das im Grundsatz auf dem gleichen Prinzip aufbaut.

## Funktionsweise und Anwendung
Die Geräte basieren auf dem Flaschenzugprinzip. Das Seil läuft durch verschiedene Rollen. Beim Aufseilen hat das Seil Freilauf, beim Abseilen tritt eine Rücklaufsperre in Kraft. Je nach Untersetzung durchläuft das Seil weitere Rollen (lose Umlenkrollen bzw. an der Grundplatte/Grundkörper befestigte Rollen), so dass ein Flaschenzug entsteht. Es ist von der verwendeten Untersetzung abhängig, welches max. Gewicht auf- bzw. abgeseilt werden darf. Die Rollgliss-Rettungs- und Abseilgeräte gibt es mit den Untersetzungen 1:1, 1:2, 1:3 und 1:5; vereinzelt wurden Geräte mit 1:4-Untersetzung gebaut.
Die Umlenkrollen sind austauschbar, so dass die Geräte umgerüstet werden können. Zu beachten ist dabei, dass – entsprechend dem Flaschenzugprinzip – die Hubhöhe bei gleicher Seillänge mit steigendem Untersetzungsverhältnis abnimmt.